# 도만타스 사보니스
도만타스 사보니스(리투아니아어: Domantas Sabonis, 리투아니아어 발음: [ˈdoːmɐntɐs sɐˈboːnʲɪs], 1996년 5월 3일~)는 리투아니아의 농구 선수로 포지션은 센터이다. 현재 전미 농구 협회(NBA)의 새크라멘토 킹스와 리투아니아 국가대표팀 소속으로 활동하고 있다. 전 NBA 선수이자 네이스미스 농구 명예의 전당 헌액자인 아르비다스 사보니스의 아들로 NBA 올스타 3회, 올NBA 서드팀 2회 선정되었다. 또한 올해의 NBA 리바운드왕 2회(2023, 2024) 차지했다.
리투아니아 국가대표 선수로서 올림픽에 1회(2016) 농구 월드컵 1회 참가했으며 유로바스켓 2015 대회에서 준우승을 차지했다.